# Ubay
Ubay es un municipio filipino de primera clase, perteneciente a la provincia de Bohol, en las Bisayas Centrales.

## Toponimia
El lugar puede aparecer referido como «Ubay» y «Ubai».

## Historia
Hacia mediados del siglo XIX, el lugar pertenecía a Talibon, por entonces parte de la provincia de Cebú. Aparece descrito en el segundo volumen del Diccionario geográfico, estadístico, histórico de las Islas Filipinas (1851) de Manuel Buzeta Núñez y Felipe Bravo con las siguientes palabras:

UBAI: visita del pueblo de Taliban, en la isla de Bohol, adscrita á la prov. y dióc. de Cebú; sit. en la costa setentrional de dicha isla, en terr. llano; tiene buena ventialcion y un clima no muy cálido. Hállase á corta distancia de la matriz, en cuyo art. incluimos su pobl. prod. y trib.
(Buzeta y Bravo, 1851, p. 465)

En 2020, tenía censados 81 799 habitantes.